# Shefqet Hoxha
Shefqet Hoxha (ur. 5 kwietnia 1934 w Bicaju) – albański folklorysta, językoznawca, etnolog i albanolog.

## Życiorys
Shefqet Hoxha urodził się 5 kwietnia 1934 roku w patriotycznej rodzinie, związanej już od XVIII wieku z duchowieństwem muzułmańskim.
W latach 50. zaczął pracę w Instytucie Folkloru w Tiranie.
W 1969 wydał zbiór pieśni ludowych. W 1975 roku utracił prawo do publikacji, które odzyskał w 1982 roku.

## Wybrana twórczość[1]

### Książki
- Epikë legjendare nga rrethi i Kukësit
- Lirikë popullore nga rrethi i Kukësit
- Shkrime e botime (2014)

### Prace naukowe
- Dy lëvizje popullore në Lumë, para dhe pas Lidhjes Shqiptare të Prizrenit

## Tytuły
Za działalność naukową otrzymał tytuł Nauczyciela Ludu oraz Honorowego Obywatela Kukësu.